# Николај Пржеваљски
Николај Михајлович Пржеваљски (рус. Николай Михайлович Пржевальский; пољ. Nikołaj Michajłowicz Przewalski; 12. април 1839. село Кимборово, Смоленска губернија — 1. новембар 1888. Каракол, Руска Империја) био је истакнути руски природњак, географ и путописац. Познат је по бројним истраживачким мисијама у централну Азију, посебно у подручјима Тибета, Ћингхаја и Синкјанга. Први је Европљанин који је детаљно проучио и описао подврсту дивљег коња карактеристичну за степска подручја централне Азије која је у његову част понела име дивљи коњ Пржеваљског (лат. Equus ferus przewalskii).
Године 1878, изабран је сталног члана Руске академије науке, а од 1886. носио је чин генерал-мајора.